# Szuruppak
Szuruppak – starożytne miasto w Sumerze; obecnie stanowisko archeologiczne Fara w prowincji Al-Kadisijja w Iraku.

## Stanowisko
Szuruppak/Fara zlokalizowane jest mniej więcej w połowie odległości pomiędzy Bagdadem a Zatoką Perską, nad dawnym, obecnie wyschniętym korytem Eufratu. Stanowisko to zajmuje powierzchnię ok. 220 ha. Znajduje się na nim jeden, dużych rozmiarów tell. Jego wysokość nie przekracza 10 metrów w najwyższym punkcie.

## Szuruppak „przedpotopowe”
Literatura mezopotamska umieszcza początki Szuruppak w legendarnym okresie przed potopem. Według Sumeryjskiego mitu o potopie miasto to założyć miał sam bóg Enki i przeznaczyć je na siedzibę bogini Sud (Ninlil). W Sumeryjskiej liście królów Szuruppak występuje jako siedziba jednej z „przedpotopowych” dynastii królewskich, której jedynym przedstawicielem miał być panujący przez 18600 lat władca o imieniu Ubar-Tutu. Szuruppak jest też miastem rodzinnym Utnapisztima, bohatera opowieści o potopie z babilońskiego Eposu o Gilgameszu.

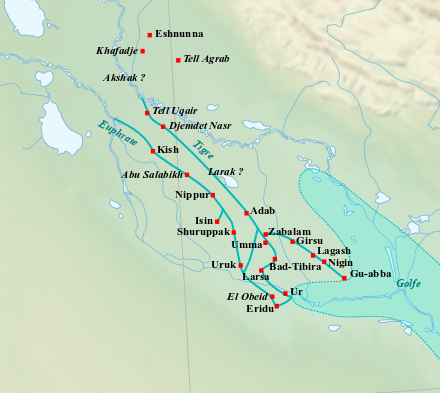
mapa z zaznaczonym położeniem Szuruppak i innych ważnych miast Sumeru w okresie wczesnodynastycznym (ok. 2900-2300 p.n.e.)

## Szuruppak historyczne
Prace wykopaliskowe wskazują, iż zasiedlenie stanowiska Fara nastąpiło na przełomie IV/III tys. p.n.e. - u podstawy tella odkryto grubą na dwa metry warstwę pochodzącą z okresu Dżemdet Nasr (ok. 3100-2900 p.n.e.). W okresie wczesnodynastycznym (ok. 2900-2300 p.n.e.) znajdowało się tu już duże miasto, którego apogeum rozwoju przypadło na okres wczesnodynastyczny I (ED I). Wydaje się, iż upadek znaczenia miasta nastąpił pod koniec okresu wczesnodynastycznego. Świadczyć o tym może brak dynastii z tego miasta wśród dynastii z okresu ED III występujących w Sumeryjskiej liście królów. W okresie panowania III dynastii z Ur (2112-2004 p.n.e.) Szuruppak było jeszcze stolicą jednej z 18 prowincji podległych władzy królów miasta Ur. Śladów późniejszego zasiedlenia odkrytych zostało niewiele. Najprawdopodobniej do upadku miasta przyczyniła się zmiana biegu Eufratu.

## Prace wykopaliskowe

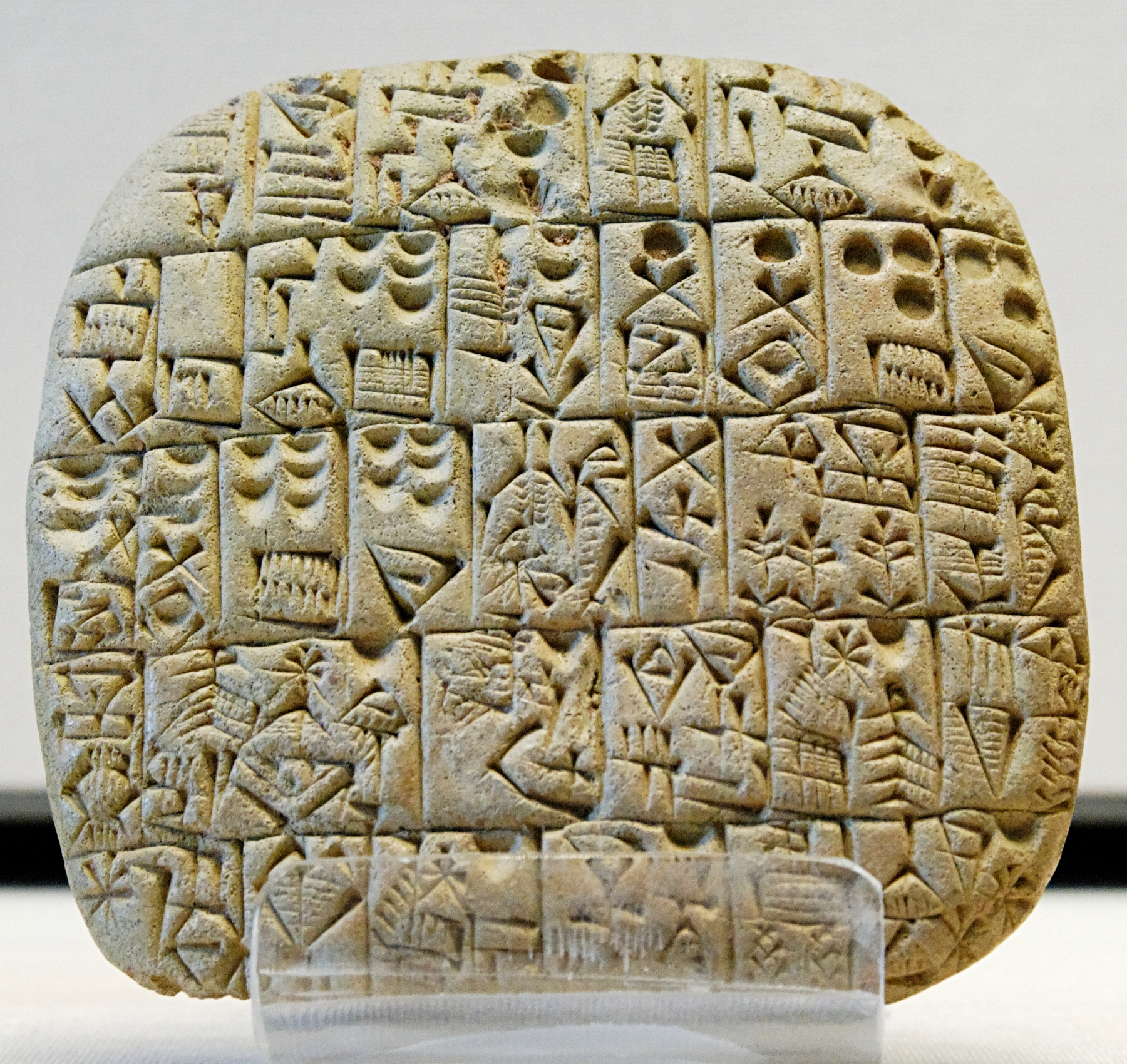
tabliczka z kontraktem handlowym dotyczącym sprzedaży pola i domu, Szuruppak, ok. 2600 p.n.e., zbiory Luwru (AO 3760)

Pierwszymi Europejczykami prowadzącymi badania stanowiska Fara byli William Loftus (1850), William Hayes Ward (1885) i Hermann V. Hilprecht (1900). Poważniejsze, trwające przez 9 miesięcy wykopaliska rozpoczęli tu w czerwcu 1902 roku Robert Koldewey i Friedrich Delitzsch z Niemieckiego Towarzystwa Orientalnego (Deutsche Orient-Gesellschaft). Odkrycie przez nich na powierzchni tella glinianego stożka z inskrypcją „Halady, ensi Szuruppak, syna Dady, ensi Szuruppak”, pozwoliło im na identyfikację stanowiska ze starożytnym miastem Szuruppak. Pod kierunkiem obu Niemców ponad dwustu robotników dokonało 21 wykopów na terenie tella. W wyniku prowadzonych prac udało się odkryć i zabezpieczyć ponad 2500 zabytków. Wśród nich było ok. 800 tabliczek glinianych pokrytych wczesnym pismem klinowym, ok. 1300 odcisków pieczęci cylindrycznych i ok. 200 dekorowanych naczyń. Tabliczki, pochodzące w większości z okresu ED III, zawierały teksty o charakterze administracyjnym i ekonomicznym. Odkryte pieczęcie cylindryczne, datowane na okres ED I-III, odegrały dużą rolę przy badaniach wczesnodynastycznej gliptyki. Kolejne wykopaliska na stanowisku prowadził w 1931 roku (przez 3 miesiące) Erich Schmidt z ramienia University of Pennsylvania. Jeden z jego wykopów sondażowych wykazał obecność grubej na 2 metry warstwy z okresu Dżemdet Nasr, po której nastąpiła tzw. „warstwa powodziowa”, a po niej 6-metrowa warstwa z okresu ED I-II. Późniejsze warstwy uległy w dużej mierze erozji. Dodatkowo Schmidt oczyścił dwa z wielu rozsianych po stanowisku masywnych wczesnodynastycznych spichlerzy. Pomiędzy 1968 a 1982 rokiem Harriet P. Martin z University of Chicago przebadała ponownie wszystkie znaleziska i zapiski z poprzednich wykopalisk, a także przeprowadziła badania powierzchniowe na stanowisku. Pozwoliło jej to odnaleźć miejsca znalezienia wielu zabytków z wykopalisk Niemieckiego Towarzystwa Orientalnego i umieścić je w odpowiednich kontekstach archeologicznych.

## Literatura (wybór)
- Anton Deimel, „Die Inschriften von Fara”, t. 1; „Liste der archaischen Keilschriftzeichen”, t. 2; „Schultexte aus Fara”, t. 3; Wirtschaftstexte aus Fara, Wissenschaftliche Veroffendichungen Deutsch Orient-Gesellschaft 40, 43, 45. Leipzig 1922-1925.
- Ernst Heinrich i Walter Andrae, „Fara: Ergebnisse der Ausgrabungen der Deutschen Orient-Gesellschaft in Fara und Abu Hatab 1902/3”, Berlin 1931.
- Raymond R. Jestin, „Tablettes sumeriennes de Šuruppak conservees au Musee d'Istanbul”, Memoires de l’Institut Francais d’Archeologie d'Istanbul 3, Paris 1937.
- Raymond R. Jestin, „Nouvelles tablettes sumeriennes de Šuruppak au Musee d'Istanbul”, Bibliotheque Archeologique et Historique de l'lnstitut Francais d’Archeologie d'Istanbul 2, Paris 1957.
- Samuel Noah Kramer, „New Tablets from Fara”, „Journal of the American Oriental Society” 52 (1932), s. 110-132.
- Harriet P. Martin, „Settlement Patterns at Shuruppak”, „Iraq” 45 (1983), s. 24-31.
- Harriet P. Martin, „Fara: A Reconstruction of the Ancient City of Shuruppak”, Birmingham 1988.
- Erich F. Schmidt, „Excavations at Fara, 1931”, „University of Pennsylvania Museum Journal” 22 (1931), s. 193-235.